# Gliese 682
Gliese 682 är en ensam stjärna i den södra  delen av stjärnbilden Skorpionen nära den ljusstarka stjärnan Theta Scorpii. Den har en skenbar magnitud av ca 10,94 och kräver ett teleskop för att kunna observeras. Baserat på parallax enligt Gaia Data Release 3 på ca 199,7 mas, beräknas den befinna sig på ett avstånd på ca 16,3 ljusår (5,0 parsek) från solen. Den rör sig närmare solen med en heliocentrisk radialhastighet på ca -35 km/s. Stjärnan befinner sig i en tät region nära Vintergatans centrum och ser ut att ligga nära ett antal avlägsna objekt. Den ligger endast en halv grad från den mycket mer avlägsna stjärnhopen NGC 6388. Den är listad som den 53:e närmaste kända stjärnan från solen.

## Egenskaper
Gliese 682 är en röd dvärgstjärna i huvudserien av spektralklass M3.5 V. Den har en massa som är ca 0,27 solmassa, en radie på ca 0,30 solradie och utsänder från dess fotosfär energi motsvarande ca 0,00812 gånger solen vid en effektiv temperatur av ca 3 200 K.

## Planetsystem
Två tänkbara exoplaneter upptäcktes 2014 i omlopp kring Gliese 682, varav en skulle vara i den beboeliga zonen. En studie från 2020 hittade dock inte dessa planeter och drog slutsatsen att signalerna om radiell hastighet troligen orsakades av stjärnaktivitet.
| Planet         | Massa   | Halv storaxel (AE) | Siderisk omloppstid (d) | Excentricitet | Inklination | Radie |
| -------------- | ------- | ------------------ | ----------------------- | ------------- | ----------- | ----- |
| b (obekräftad) | >4,4 M⊕ | ca 0,08            | 17,48                   | 0,08          | -           | -     |
| c (obekräftad) | >8,7 M⊕ | 0,18               | 57,32                   | 0,10          | -           | -     |